# Staal (monster)

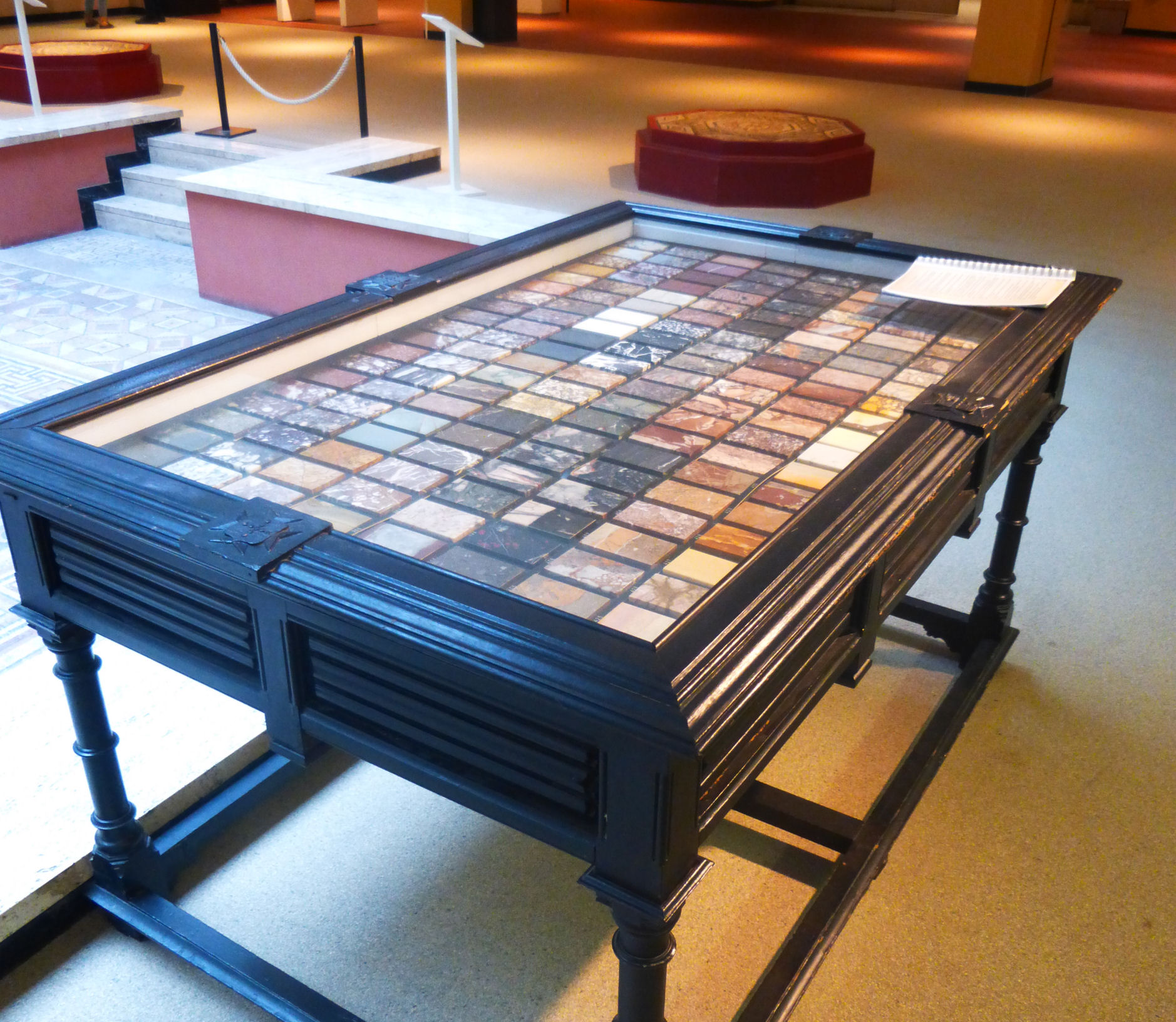
Een lithotheek met stalen natuursteen, Brussel

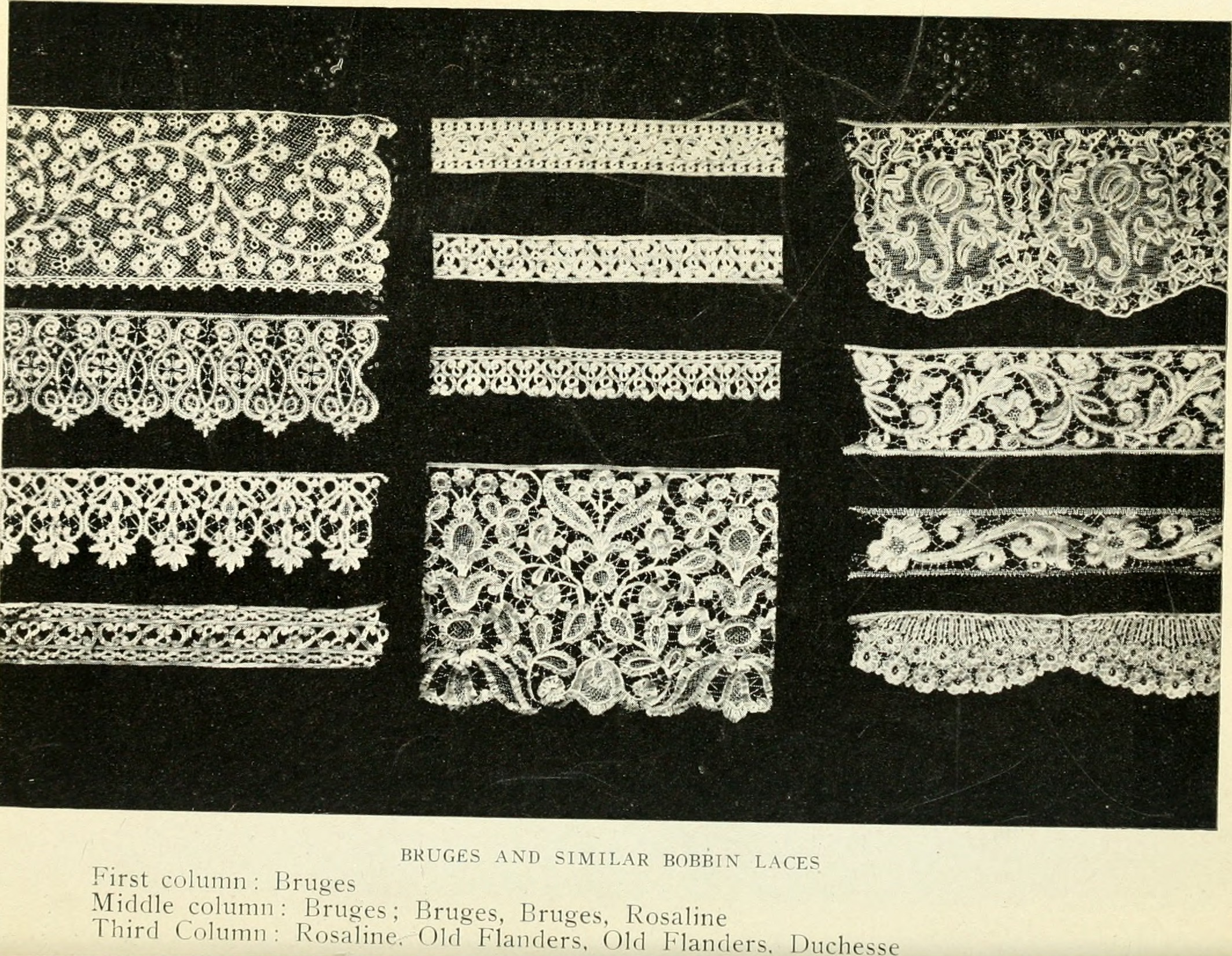
Stalen kloskant in een 20e-eeuws boek

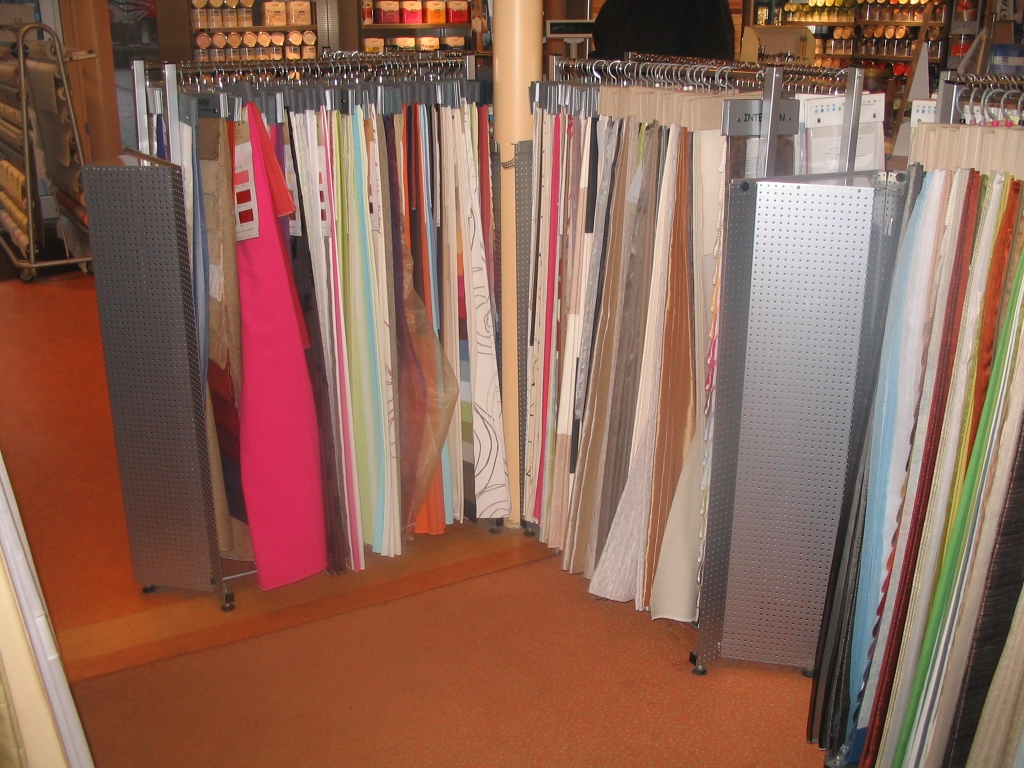
Stalen van vitrage

Een staal is een handzaam voorbeeld van een tapijt, gordijn, behang, textiel, leer, drukwerk, wandtegel, vloertegel, steen, glas of ander materiaal.

## Economisch model
Een stalenboek is de meest visuele manier om klanten een voorbeeld te presenteren. Dit wordt meestal door winkeliers, verkopers of vertegenwoordigers aan een klant kan worden getoond. Als het materiaal prijzig is, veel plaats inneemt, in heel veel verschillende varianten (kleuren of dessins) leverbaar is, kan het in voorraad houden een onmogelijke opgave zijn en dan kan een stel stalen alvast een goede indruk geven van de combinatiemogelijkheden met het bestaande interieur, exterieur of andere voorwerpen. 
Bij parfums worden soms kleine hoeveelheden meegegeven. Men spreekt dan vaak van een tester of proefje. De parfum wordt dan meegegeven in een proefflesje of op een geurstrip.
Stalen kunnen los aan een rek, gebundeld aan een hanger, in een soort boek, in een koffer, los in een koker of cassette, op een stellage van hout of staal of op andere wijze worden getoond.

## Wetenschappelijk model
Een losse staal wordt ook wel monster genoemd. Er is geen verband met de metaallegeringen staal. De waarschijnlijke etymologische verklaring duidt op een verwantschap met steel en de betekenis zou maatlat zijn. In het wetenschappelijke taalgebruik noemt men in Vlaanderen een staal, wat, waar staal vooral in de handel wordt gebruikt voor lapjes en dergelijke.

## Proef
Een staal is vooral in Vlaanderen ook een "kleine te onderzoeken hoeveelheid" in de scheikunde of ecologie. (In Nederland spreekt men van een monster (werkwoord: bemonsteren).) Zo neemt men bodem- of rivierstalen om ze te onderzoeken op samenstelling, vervuiling, zoutgehalte en dergelijke.

## Trivia
- Veel tapijt- en behangwinkels kunnen aan klanten "stalenboeken" uitlenen, om thuis te overleggen of te laten beslissen welke keuze gemaakt wordt.
- In de uitdrukkingen "ergens een staaltje van laten zien" en "dat is een sterk staaltje" wordt "staaltje" met dezelfde betekenis van voorbeeld gebruikt.